# ジム・カヴィーゼル
ジム・カヴィーゼル（Jim Caviezel, 本名 : James Patrick Caviezel Jr., 1968年9月26日 - ）は、アメリカ合衆国の俳優。代表作品に『シン・レッド・ライン』のウィット二等兵役、『パッション』（メル・ギブソン監督・2004）のイエス・キリスト役、CBSのSF犯罪ドラマシリーズ『PERSON of INTEREST 犯罪予知ユニット』（2011-2016）のジョン・リース役がある。デビュー時の1990年代はジェームズ・カヴィーゼル（James Caviezel）とクレジットされていた。

## プロフィール
ワシントン州マウントバーノン出身。カヴィーゼルという珍しい姓はロマンシュ語のもので、父方からスロヴァキアとスイス、母方からアイルランドの血を受けている。また、家族が敬虔なカトリックだったため定期的に教会に行っていた。
学生時代はバスケットボールチームに所属し、NBAに行くことを夢見ていたという。大学でもバスケット・ボールを続けていたが、足の怪我のために断念。演じることに興味を持つようになった。ちなみに青春ドラマ『素晴らしき日々』にゲスト出演した際は、バスケットの経験を活かして高校の花形バスケット選手役であった。

## キャリア
1991年に映画デビューしたが、1998年の『シン・レッド・ライン』で主役に抜擢されるまで端役が続いた。『シン・レッド・ライン』を契機に以降は主役級の作品が増え、次に主役を演じた『オーロラの彼方へ』は、2001年サターン・アウォーズ最優秀ファンタジー映画作品賞を受賞した。また『X-メン』（2000）のスコット・サマーズ / サイクロップス役に一時は起用されたものの、『オーロラの彼方へ』の撮影スケジュールとの兼ね合いで降板している。2004年に賛否両論を巻き起こした『パッション』ではイエス・キリストを演じた。

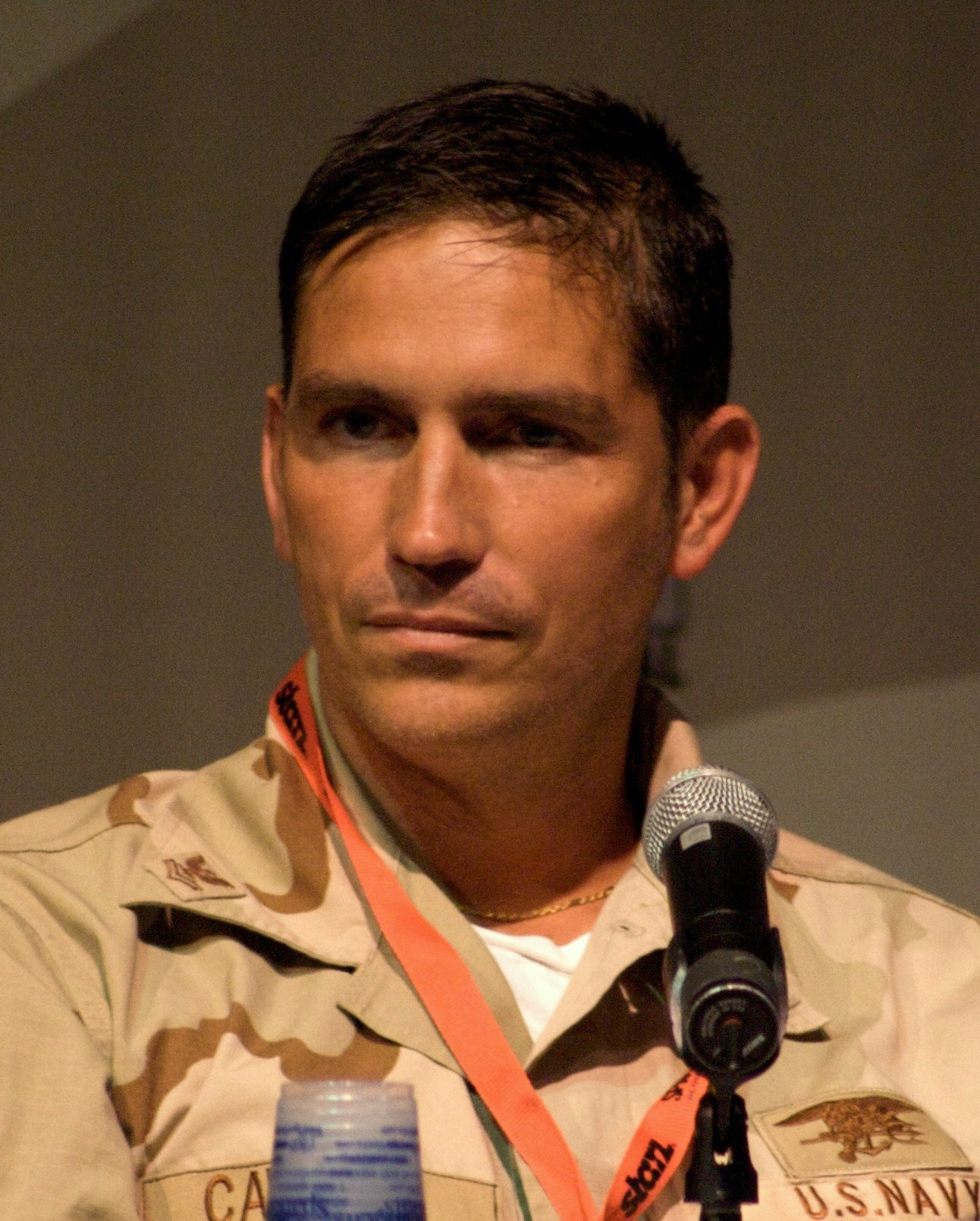
2009年

2011年から2016年にかけて、CBSのドラマシリーズ『PERSON of INTEREST 犯罪予知ユニット』に、謎の億万長者のもとで自警団として活動する元CIAエージェント、ジョン・リース役で出演。この番組はシリーズ・パイロット版としては過去15年間で最高の視聴率を記録し、放映後は毎週1000万人以上の視聴者をコンスタントに獲得した。リース役で2014年・2016年にピープルズ・チョイス・アワードの「好きなTVドラマ俳優部門」にノミネートされている。

## 私生活
1996年に結婚し、養子として引き取った3人の子供がいる。夫婦ともに中絶に反対する敬虔なカトリック教徒で、映画『パッション』の公開以来、宗教的な発言者としても注目される。
2021年、オハイオ州のレマ聖書教会で行われた「健康と自由の会議」にビデオ出演し、いわゆるリベラル・エリートが秘密裏に子供の人身売買を行っており、子供たちから“アドレノクロム”と呼ばれる薬物を抽出している、というＱアノンの陰謀論を宣伝していたことが明らかになった。

## 主な出演作品

### 映画
| 公開年 | 邦題 原題                                                             | 役名                                        | 備考                                                | 吹き替え                                                         |
| ------ | --------------------------------------------------------------------- | ------------------------------------------- | --------------------------------------------------- | ---------------------------------------------------------------- |
| 1991   | マイ・プライベート・アイダホ My Own Private Idaho                     | 空港事務員                                  |                                                     |                                                                  |
| 1992   | ミッドナイト・スティング Diggstown                                    | ビリー                                      |                                                     |                                                                  |
| 1994   | ワイアット・アープ Wyatt Earp                                         | ウォーレン・アープ                          |                                                     |                                                                  |
| 1996   | ザ・ロック The Rock                                                   | F-18のパイロット                            |                                                     | 不明（ソフト版） 松本大（日本テレビ版） 星野充昭（テレビ朝日版） |
| 1997   | G.I.ジェーン G.I. Jane                                                | スロヴニク                                  |                                                     | 檀臣幸（ソフト版） 山野井仁（フジテレビ版）                      |
| 1998   | シン・レッド・ライン The Thin Red Line                                | ウィット二等兵                              |                                                     | 石川禅                                                           |
| 1999   | 楽園をください Ride with the Devil                                    | ブラック・ジョン                            | 別題『シビル・ガン 楽園をください』                 | 相沢正輝                                                         |
| 2000   | オーロラの彼方へ Frequency                                            | ジョン・サリヴァン                          |                                                     | 寺杣昌紀（ソフト版） 平田広明（日本テレビ版）                    |
| 2000   | ペイ・フォワード 可能の王国 Pay It Forward                            | ジェリー                                    |                                                     | 寺杣昌紀                                                         |
| 2001   | プライド・オブ・マディソン/栄光への挑戦 Madison                       | ジム・マコーミック                          |                                                     |                                                                  |
| 2001   | エンジェル・アイズ Angel Eyes                                         | キャッチ                                    |                                                     | 辻谷耕史                                                         |
| 2002   | モンテ・クリスト伯 The Count of Monte Cristo                          | エドモン・ダンテス / モンテ・クリスト伯     |                                                     | 大塚明夫                                                         |
| 2002   | ハイ・クライムズ High Crimes                                          | トム・キュービック / ロナルド・チャップマン |                                                     | 郷田ほづみ（ソフト版） 咲野俊介（テレビ朝日版）                  |
| 2003   | アイ・アム・デビッド I Am David                                       | ヨハネス                                    |                                                     | てらそままさき                                                   |
| 2004   | ファイナル・カット The Final Cut                                      | フレッチャー                                |                                                     | 小山力也                                                         |
| 2004   | ハイウェイマン Highwaymen                                             | ジェームズ・“レニー”・クレイ                |                                                     | 平田広明（DVD版） 森田順平（テレビ東京版）                       |
| 2004   | パッション The Passion of the Christ                                  | イエス・キリスト                            |                                                     | （吹き替え版なし）                                               |
| 2004   | ボビー・ジョーンズ 〜球聖とよばれた男〜 Bobby Jones: Stroke of Genius | ボビー・ジョーンズ                          | 日本劇場未公開                                      | （吹き替え版なし）                                               |
| 2006   | unknown/アンノウン Unknown                                            | ジャケットの男                              |                                                     | 東地宏樹                                                         |
| 2006   | デジャヴ Déjà vu                                                      | キャロル・オースタッド                      |                                                     | てらそままさき                                                   |
| 2008   | アウトランダー Outlander                                              | ケイナン                                    | 日本劇場未公開                                      | 森田順平                                                         |
| 2008   | ロスト・ウィークエンド Long Weekend                                   | ピーター                                    | 日本劇場未公開                                      | （吹き替え版なし）                                               |
| 2012   | トランジット Transit                                                  | ネイト                                      | 日本劇場未公開                                      | てらそままさき                                                   |
| 2013   | 大脱出 Escape Plan                                                    | ホブス所長                                  |                                                     | 青山穣                                                           |
| 2013   | Savannah                                                              | ウォード・アレン                            |                                                     | N/A                                                              |
| 2014   | コーチ・ラドスール 無敵と呼ばれた男 When the Game Stands Tall         | ボブ・ラドスール                            | 日本劇場未公開                                      | 滝知史                                                           |
| 2017   | ワイルド・ウエスト 復讐のバラード The Ballad of Lefty Brown           | ジェームズ・ビアース知事                    | 別題『レフティ・ブラウンのバラード』 日本劇場未公開 | 丹羽正人                                                         |
| 2018   | パウロ 愛と赦しの物語 Paul, Apostle of Christ                         | ルカ                                        |                                                     | 宮内敦士                                                         |
| 2018   | Running for Grace                                                     | Doctor Reyes                                |                                                     | N/A                                                              |
| 2020   | Infidel                                                               | ダグ・ローリングス                          |                                                     | N/A                                                              |
| 2023   | サウンド・オブ・フリーダム Sound of Freedom                           | ティム・バラード                            |                                                     | 森川智之                                                         |

### テレビシリーズ
| 放映年    | 邦題 原題                                              | 役名            | 備考                                | 吹き替え |
| --------- | ------------------------------------------------------ | --------------- | ----------------------------------- | -------- |
| 1992      | 素晴らしき日々 The Wonder Years                        | ボビー・リデル  | 第5シーズン第17話「本物のヒーロー」 |          |
| 2009      | プリズナー No.6 The Prisoner                           | No.6 / マイケル | ミニシリーズ、計6話出演             |          |
| 2011-2016 | PERSON of INTEREST 犯罪予知ユニット Person of Interest | ジョン・リース  | 計103話出演                         | 滝知史   |

## 参照
1. ↑  “Passion loses realism with its blue-eyed Jesus (commentary)”. The Virginian Pilot.   highbeam.com. 2012年10月21日時点のオリジナルよりアーカイブ。2012年11月22日閲覧。
2. ↑  “I almost died on the cross - just like Jesus; My Irish mother called acting 'blarney' but..(News)”. The People (London, England).   highbeam.com. 2012年10月21日時点のオリジナルよりアーカイブ。2012年11月22日閲覧。
3. ↑  “James Caviezel | Biography, Movie Highlights and Photos” (英語). AllMovie. 2021年4月18日閲覧。
4. ↑  “New shows explore evolving role of surveillance” (英語). The Columbian. 2021年4月18日閲覧。
5. ↑  “People’s Choice Awards 2014 Nominations: FULL LIST of nominees | People's Choice”. web.archive.org (2017年2月23日). 2021年4月18日閲覧。
6. ↑  “People's Choice Awards: Fan Favorites in Movies, Music & TV - PeoplesChoice.com”. web.archive.org (2017年6月8日). 2021年4月18日閲覧。
7. ↑   https://www.imdb.com/name/nm0001029/bio/
8. ↑  “Jim Caviezel: "Jesus is above all else". Spiritual interview with hollywood star”. wpolityce.pl. 2021年4月18日閲覧。
9. ↑  “https://twitter.com/ehananoki/status/1383419877881303045”. Twitter. 2021年4月18日閲覧。
10. ↑  “The Roots of 'Pedophile Ring' Conspiracy Theories” (英語). Snopes.com. 2021年4月18日閲覧。